# 2992 Vondel
2992 Vondel è un asteroide della fascia principale. Scoperto nel 1960, presenta un'orbita caratterizzata da un semiasse maggiore pari a 2,7447060 UA e da un'eccentricità di 0,1907675, inclinata di 7,03706° rispetto all'eclittica.
Il nome dell'asteroide è dedicato al poeta e drammaturgo olandese Joost van den Vondel.